# Keshel Varzal
Keshel Varzal är en ort i Iran.   Den ligger i provinsen Gilan, i den nordvästra delen av landet, 230 km nordväst om huvudstaden Teheran. Keshel Varzal ligger 17 meter över havet och antalet invånare är 402.
Terrängen runt Keshel Varzal är platt åt nordost, men åt sydväst är den kuperad. Terrängen runt Keshel Varzal sluttar norrut.Runt Keshel Varzal är det tätbefolkat, med 659 invånare per kvadratkilometer. Närmaste större samhälle är Rasht, 9,2 km norr om Keshel Varzal. Trakten runt Keshel Varzal består till största delen av jordbruksmark.